# Gerhard Andersson (forskare)

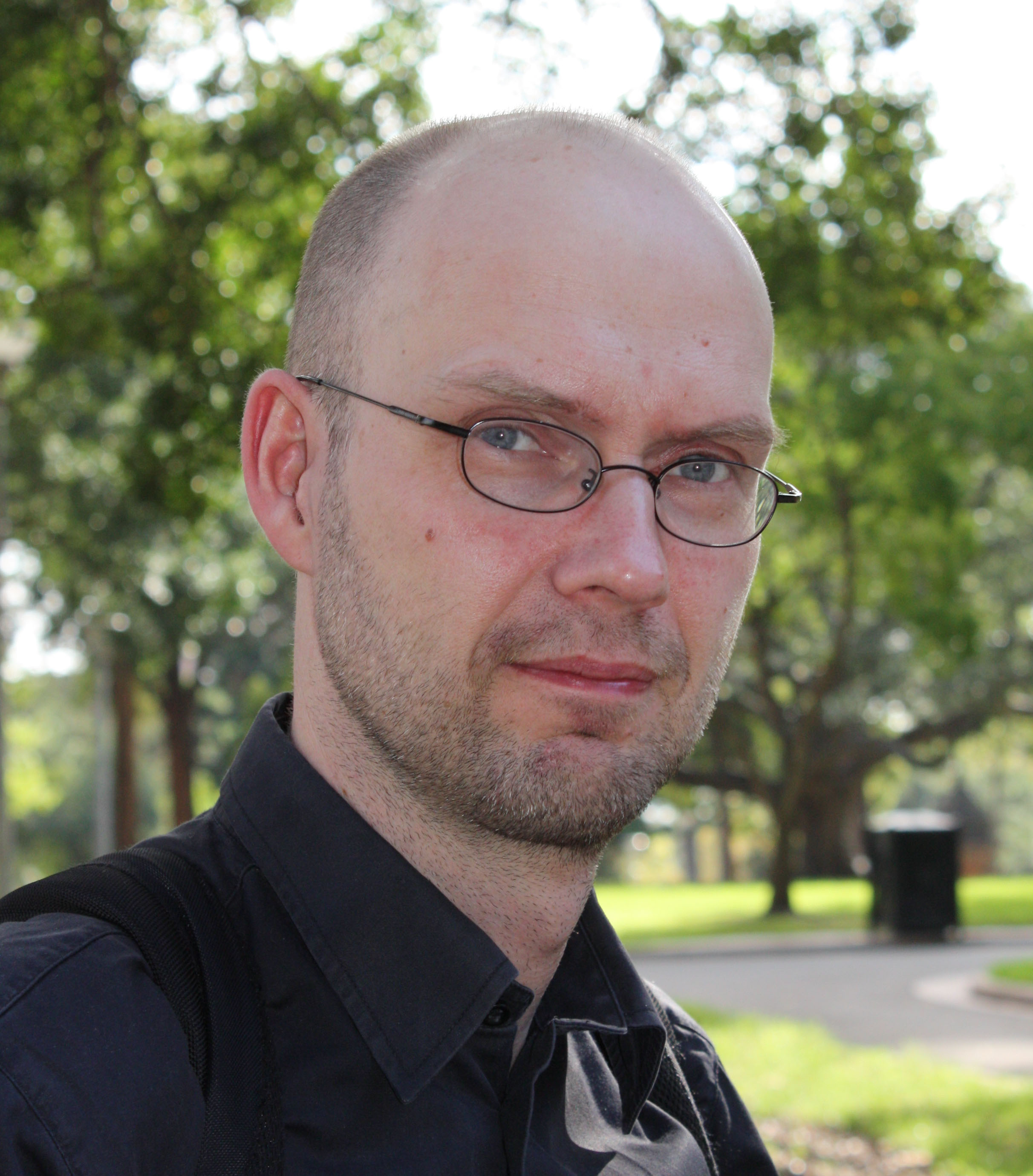
Gerhard Andersson

Gerhard Andersson, född 10 juni 1966 är en svensk professor i klinisk psykologi, psykoterapeut och psykolog vid Linköpings universitet. 

## Utbildning
Andersson studerade psykologi vid Uppsala universitet och tog examen 1991. Efter detta kompletterades hans utbildning med forskarexamen inom klinisk psykologi (1995) och medicin (2000). Han är även legitimerad psykoterapeut med examen från 2005. Därutöver har han en teologie kandidatexamen (2010) samt teologie magisterexamen (2024). 

## Forskning
Anderssons forskning består bland annat av forskning om tinnitus och internetbaserad terapi. Han har publicerat över 900 vetenskapliga artiklar och är sen 2016 på listan över världens mest citerade forskare.  

## Priser
- 2014 mottog Andersson Stora psykologpriset[1]
- 2014 Nordiska medicinpriset, Folksam